# Рояліст
Рояліст — прихильник монархії, зокрема у Франції. Термін рояліст вживається в дещо вужчому значенні, ніж термін монархіст. Монархізм означає підтримку ідеї монархії, як найкращої форми державного правління, тоді як термін рояліст вживається щодо прихильників певних конкретних претендентів на трон, як наприклад, кавалери під час Англійської революції XVII ст.  або прихильники Бурбонів під час Французької революції.